# 根井正利
根井正利（日语：／ Nei Masatoshi，1931年1月2日—2023年5月18日），日裔美国生物学家，美国国家科学院院士，中性演化理论的坚定拥护者。现任宾州州立大学的埃文·普格生物学讲席教授和宾夕法尼亚州立大学遗传学研究所的所长。

## 简历
根井正利1931年1月2日出生于日本宫崎。他1953年日本宫崎大学农学系毕业后进入日本京都大学学习，并于1959年获在辐射生物学专业获农学博士学位。1977年獲得九州大學理學博士學位。
他于1962-1969年间任日本放射医学综合研究所研究员及遗传第二研究室主任，在这期间，他向中性演化理论的奠基者木村资生学习和讨论群体遗传学。之后，他转到群体遗传学的大本营美国，于1969-1972年间任布朗大学生物学副教授，教授。在1972-1990年18年的时间里，他在德州大学休斯顿分校主持人口统计学和群体遗传研究中心(现为‘人类遗传学中心)‘的工作，并担任教授，开创了群体遗传学的“休斯顿学派”。1989年，他接受宾州州立大学的聘请到风景优美的阿巴拉山脉的城谷中创立了分子进化遗传学研究所，他至今还担任这个所的所长。
他积极推经美国的演化理论研究和教育。1983年，他和Walter M. Fitch共同创办分子演化领域的重要期刊《分子生物与演化》（Molecular Biology and Evolution）；1993年创立分子生物学与演化协会。

## 研究领域
根井正利长期从事群体遗传学与分子演化的理论研究。他的研究成果丰硕，对该中性理论的完善和分子生物学序列数据的统计分析作出了里程碑式的重要贡献，推进演化理论的研究。他和他的学生们在分析分子演化数据时，发展了许多统计学方法，开创了在分子生物水平的演化研究的新局面。在演化理论中，他提出了著名的“新突变学说”：新的生物性状可以通过突变而产生，自然选择也可以适应环境。 尽管该学说至今仍很多争论，但是他的理论综合了形态发生学的分子遗传学研究成果，并继承摩尔根（Thomas Morgan）学派的遗传概念，发展了摩尔根学说，同时也发展和完善了木村资生的中性演化理论。
他1987年出版的《分子演化遗传学》（“Molecular Evolutionary Genetics”）被认为是经典群体遗传学的集大成之作。

## 评价
根井正利早年受教于木村资生， 是木村资生中性演化理论的坚实拥护者和发展者。他在1997年选美国科学院院士，2002年获国际生物学奖，2006年获美国遗传学会摩尔根奖。
他从1958年开始发表学术论文到现在五十多年间，发表了300多篇学术和5本书，其中，超过5o篇的单篇引用率超过100次，超过10篇超过1100次。
他在美国培养一大批学生来完善发展中性理论和群体遗传学。他们的杰出者有李文雄、丹·格羅爾（Dan Graur）、田嶋文生、吴仲义、高畑尚之、五條堀孝、蘇迪·庫馬爾（Sudhir Kumar）、杨子恒、张建之等。

## 著书
- Nei, M., and S. Kumar (2000) Molecular Evolution and Phylogenetics. Oxford University Press, Oxford.（有中译本）
- Roychoudhury, A. K., and M. Nei (1988) Human Polymorphic Genes: World Distribution. Oxford University Press, Oxford and New York.
- Nei, M. (1987) Molecular Evolutionary Genetics. Columbia University Press, New York.（有中译本）
- Nei, M., and R. K. Koehn (eds). (1983) Evolution of Genes and Proteins. Sinauer Assoc., Sunderland, MA.
- Nei, M. (1975) Molecular Population Genetics and Evolution. North-Holland, Amsterdam and New York.